# Tambacoumba
Tambacoumba est un village situé en Casamance au sud du Sénégal à 33 km au sud-ouest de Ziguinchor et à 2 km d'Adéane, sur la route nationale no 6. Il fait partie de la communauté rurale d'Adéane, dans l'arrondissement de Niaguis, le département de Ziguinchor et la région de Ziguinchor.
Lors du dernier recensement (2002), le village comptait 633 habitants et 88 ménages. La population est composée de Balantes, de Manjacques, de Mandingues, de Peulhs, de Diolas et de Mancagnes.
Les activités économiques du village restent dominer par la pêche (crevettes, poissons, ..)  et de l'agriculture (vivrière et autres). a terre est tres fertile à l'agriculture. Les tamcoumbaois sont en majorité des cultivateurs et des pêcheurs.
Les infrastructures administratives sont relativement présentes à savoir: l'école primaire, un poste de santé.
La religion dominante à Tambacoumba est la religion musulmane qui se côtoie la religion catholique.